# Alberto Gainza Paz
Alberto Gainza Paz (ur. 16 marca 1899, zm. 26 grudnia 1977), argentyński przedsiębiorca prasowy, dziennikarz i działacz polityczny.
W okresach 1943-1951 i 1956-1977 wydawał wpływowy dziennik La prensa. Od 1951 do 1956 przebywał na emigracji po tym, jak będąc przeciwnikiem rządów prezydenta Juana D. Peróna został pozbawiony gazety.